# ファステックたん
ファステックたんとは杉本よしあきデザインのキャラクターである。次世代新幹線試験車両FASTECH 360 S（E954形電車）を萌え擬人化したキャラクターである。新幹線E954形電車の車体上部にある非常用空力ブレーキの形状から黄色の猫耳を持つ女性キャラクターとなっている。
JR東日本の許諾を得て、八社要、藤崎士朗により「SuperExpressトレインガールズ・ファステック360S」という名称でフィギュア化もされた。